# Tin Jedvaj
Tin Jedvaj (* 28. listopadu 1995 Záhřeb) je chorvatský profesionální fotbalista, který hraje na postu středního obránce za řecký klub Panathinaikos. Mezi lety 2014 a 2020 odehrál také 26 utkání v chorvatské reprezentace, ve kterých vstřelil 2 branky.
Jedvaj je stříbrným medailistou z Mistrovství světa 2018.

## Klubová kariéra

### Dinamo Záhřeb
Jedvaj započal klubovou kariéru v roce 2013 doma v chorvatském velkoklubu Dinamo Záhřeb. Trenér Krunoslav Jurčič jej postavil do 13 zápasů, do stoperské dvojice vedle Josipa Šimuniće, Jedvaj si připsal i jednu branku.
Ve stejném roce jako sedmnáctiletý přestoupil do italského AS Řím za částku 5 milionů €, byť měly o jeho služby zájem také londýnské kluby Tottenham Hotspur FC,
a Arsenal FC a také italské týmy Juventus a AC Milán.

### AS Řím
Za AS Řím odehrál v sezóně 2013/14 celkem 2 utkání a byl na dva roky zapůjčen německému klubu Bayer Leverkusen. V roce 2015 se hostování proměnilo v trvalý přestup za 7 milionů €.

### Bayer Leverkusen
Jedvaj podepsal kontrakt do léta roku 2020. První půlku sezóny 2015/16 měl nucenou pauzu, poté co si poranil stehno.
Začátek ročníku 2017/18 znovu zameškal, tentokráte kvůli zranění holenní kosti. Od konce října byl už v pořádku, ale přes dohnání tréninkového manka nebyl nominovaný na zápasy Bundesligy. Do konce podzimní části tak ani jednou nezasáhl do soutěžního zápasu, přičemž strávil 2 utkání na lavičce náhradníků. Přes spekulace o návratu do Dinama Záhřeb Jedvaj v Bayeru zůstal a během jara se postupně dostával do základní jedenáctky, ať už na pozici krajního či středního obránce.

### Augsburg
Od léta 2019 působil na ročním hostování v prvoligovém FC Augsburg.

## Reprezentační kariéra
Jedvaj reprezentoval Chorvatsko už na úrovni mládežnických reprezentací. Na seniorské úrovni se zúčastnil ME 2016 a MS 2018. První zápas odehrál v září 2014 proti Kypru.

### ME 2016
Jedvaj se v roce 2016 účastnil mistrovství Evropy ve Francii. Los přisoudil Chorvatům do skupiny reprezentace Turecka, Španělska a České republiky. Chorvatsko vyhrálo skupinu bez porážky a Tin Jedvaj si zahrál ve třetím zápase proti Španělsku (2-1), a to plných 90 minut na postu stopera spolu s Vedranem Ćorlukou.

### MS 2018
Jedvaj se dostal do nominace reprezentace na mistrovství světa 2018 pořádané Ruskem, kde se tým Chorvatska probojoval až do finále s Francií. Jedvaj nepatřil do základní jedenáctky, zasáhl jen do utkání s Islandem ve skupině, kdy už měli Chorvaté postup jistý. Chorvaté přesto utkání vyhráli 2-1 a Jedvaj odehrál celé utkání na pravém kraji obrany, přičemž v závěru dostal žlutou kartu.

## Styl hry
Sportovní ředitel Leverkusenu a někdejší fotbalista Rudi Völler vyzdvihl jeho univerzálnost, Jedvaj umí zahrát na stoperu, ale též na obou krajích obrany.
V rozhovoru se vyjádřil, že upřednostňuje post středního obránce.
Mezi jeho přednosti patří rychlost, práce s míčem a čtení hry.